# Остеохондропатия
Остеохондропатия (от др.-греч. ὀστέον — кость, χόνδρος — хрящ, πάθος — страдание) — асептический некроз губчатой кости, протекающий хронически и дающий осложнения в виде микропереломов. Остеохондропатии являются следствием местных расстройств кровообращения, возникающих в результате воздействия различных факторов: врождённых, обменных, травматических и других. Болезнь с основном распространена у детей и подростков. Остеохондропатия проявляется в виде дегенеративно-дистрофических изменений в апофизах и эпифизах костей.
Остеохондропатия является весьма опасным заболеванием, так как выявить на ранних стадиях его практически невозможно, а последствия могут быть весьма плачевными.
Ослабление структуры костного скелета может привести к тому, что кость ломается не только под внешним воздействием, но и под действием тяжести собственного тела, вследствие мышечных судорог и даже простого перенапряжения мышц.

## Классификация
1. Остеохондропатии эпифизов трубчатых костей:
- головки бедренной кости (болезнь Легга-Кальве-Пертеса);
- головок II—III плюсневых костей (болезнь Келлера II);
- грудинного конца ключицы (редкая форма остеохондропатии);

- фаланг пальцев кисти (болезнь Тимана).

2. Остеохондропатии коротких губчатых костей:
- ладьевидной кости стопы (болезнь Келлера I);
- полулунной кости кисти (болезнь Кинбека);
- тела позвонка (болезнь Кальве, плоский позвонок);
- надколенника (болезнь Синдинга-Ларсена);
- костей предплюсны (болезнь Изелина);
- таранной кости (болезнь Гаглунга-Севера);
- сесамовидной кости I пальца (болезнь Ренандера-Мюллера).

3. Остеохондропатии апофизов:
- бугристости большеберцовой кости (болезнь Осгуда-Шлаттера);
- бугра пяточной кости (болезнь Шинца-Гаглунга);
- апофизарных колец позвонков (болезнь Шойермана-Мау, или юношеский кифоз);
- головки плечевой кости (болезнь Гасса);
- лобковой кости (болезнь Бурманна).

4. Частичные остеоходропатии суставных поверхностей (болезнь Кенига).

## Клиническое течение
I стадия: субхондральный асептический некроз (рентгенологически не определяется). Продолжительность до шести месяцев.
На этой стадии поражается губчатое вещество при интактном хряще; рентгенологически костная патология не выявляется, поэтому при подозрении на повреждение кости необходимо проведение КТ, МРТ, денситометрии и сцинтиграфии.  
II стадия: импрессионный перелом в результате сдавления. Продолжительность стадии от 3 до 6-8 месяцев.
При рентгенологическом исследовании появляются отчётливые признаки костной патологии (например, сплющивание головки бедренной кости, клиновидная деформация тел позвонков, как правило, с локализацией в грудном отделе позвоночника).
III стадия: фрагментация из-за рассасывания. Продолжительность стадии 1-1,5 года.
В зонах поражения происходит реваскуляризация, в некротизированные участки врастает соединительная ткань и сосуды. Одновременно с рассасыванием старой кости идёт процесс образования новой. 
IV стадия: восстановление — стадия остеосклероза.
В эту стадию происходит полное замещение некротизированной кости на новообразованную. На рентгене исчезают секвестрированные тени. 
V стадия: восстановление кости
На этом этапе происходит восстановление формы и структуры поражённого участка, характерной для зрелой кости. При благоприятном исходе,  кость приближается к своим нормальным анатомическим характеристикам. При менее благоприятных исходах анатомические характеристики не восстанавливаются, головка бедра приобретает грибовидную форму, высота тел позвонков снижается. В дальнейшем происходит развитие дегенеративных процессов, таких как остеохондроз, деформирующий артроз и т.п.  
Даже при самых идеальных исходах, восстановление происходит не более чем на 85%.  

## Клиническая картина
У части пациентов острый период заболевания протекает бессимптомно. Первые признаки появляются спустя много лет после возникновения болезни и связаны со вторичными изменениями в суставах и околосуставных тканях. Заболевание развивается медленно, имеет хроническое и доброкачественное течение и относительно благоприятный исход.  
Остеохондропатии, протекающие в течение нескольких лет могут проявляться незначительными функциональными нарушениями, сопровождающимися болями и ограничением движений в поражённом сегменте.  

## Лечение
Основные принципы лечения вне зависимости от стадии заболевания:
- устранение причины заболевания (если она известна);
- иммобилизация или разгрузка поражённого участка;
- стимулирование кровообращения и обмена веществ с помощью физических, физиотерапевтических мероприятий, операций и лекарственных средств.

Случаи из практики:
- больной остеохондропатией не знал о своём заболевании и продолжал заниматься гимнастикой. Во время упражнения «стойка на руках» сломал себе оба локтевых сустава (Киев, 2003 год);
- больной остеохондропатией в момент рвотного позыва получил закрытый перелом трёх ребёр (Тбилиси, 1999 год);
- больной остеохондропатией во сне вследствие мышечного спазма раздробил себе локтевой сустав (Кишинев, 2005 год).

Остеохондропатии нередко подвержены люди физически развитые, люди с избыточным весом, люди, ведущие псевдоздоровый образ жизни (исключение из рациона некоторых продуктов питания, злоупотребление диетами).